# ایالات متحده کلمبیا
ایالات متحده کلمبیا (به اسپانیایی: Estados Unidos de Colombia) یک دولت فدرال بود که در سال ۱۸۶۳ توسط پارتیزان‌های رادیکال لیبرال ایجاد شد و تجزیه آن در سال ۱۸۸۶ اتفاق افتاد.